# Jerry G. Bishop
Jerry G. Bishop (3 de agosto de 1936 - 15 de septiembre de 2013) fue una personalidad de la radio y la televisión estadounidense, más conocido por su interpretación como "Svengoolie", el presentador de un programa televisivo de Chicago del mismo nombre acerca del género del terror, donde se presentaban películas del género y se hablaba sobre el tema, y por su galardonada temporada de doce años de "Sun-Up San Diego".

## Educación
Jerry Bishop nació como Jairo Samuel Ghan en Chicago, de padres judíos rusos. Se graduó de la Wright Junior College, la Universidad de Illinois y el Columbia College Chicago.

## Carrera

### Radio
En 1961, inició su carrera en la radio en WNMP-AM (ahora WCGO-AM) en Evanston, donde era el anfitrión del programa de la mañana. También trabajó a tiempo parcial en las estaciones de Rockford y Springfield. En 1962, fue contratado en WPGC-AM en Washington D. C., donde permaneció durante un año, antes de ser contratado en Cleveland KYW-AM como DJ nocturno. Había utilizado su verdadero nombre de Jerry Ghan en sus anteriores puestos de trabajo, pero el director del programa, Ken Draper, solicitó que cambie de nombre en el aire como simplemente "Jerry G".
Durante su estancia de tres años en KYW, Jerry G. estuvo de gira con los Beatles como reportero de las estaciones de radio Group W y NBC Radio en sus giras de 1964 y 1965, organizó un programa semanal de fiestas de baile, "Jerry G & Co." sobre la salida de televisión de KYW, y grabó una canción, "She's Gone", respaldado por el grupo local de Statesmen. Lanzado como un sencillo en sello de Clevetown por "Jerry G & Co.", y se convirtió en un éxito local en 1966.

## Muerte
Bishop murió el 15 de septiembre de 2013, en la Universidad de California - San Diego Medical Center, de un ataque al corazón. Fue sobrevivido por su esposa de hace 49 años, Liz, y sus hijos Melissa y Christopher.